# Lasne
Pour le cours d'eau, voir Lasne (rivière).
Pour les articles ayant des titres homophones, voir LAN et Lane.
Lasne (prononcer [lan] ; en wallon : Lane) est une commune francophone de Belgique située en Région wallonne dans la province du Brabant wallon. Elle compte environ 14 000 habitants sur une superficie de 4 700 hectares. Elle tire son nom de la rivière Lasne et de la vallée.
La commune et son voisinage furent le lieu de la bataille de Waterloo qui vit la défaite de Napoléon Bonaparte face à ses ennemis prussiens, belges, hollandais et britanniques.
En 2021, la commune de Lasne était la sixième commune la plus riche de Belgique, derrière entre autres Laethem-Saint-Martin, et la première en Wallonie. En moyenne, un Lasnois a un revenu supérieur de 42,6 % à la moyenne nationale.
Dans ce village a résidé le célèbre dessinateur Edgar P. Jacobs (1904-1987) ainsi que Marc Aryan.

## Géographie

### Sections
| # | Nom                          | Superf. (km2) | Habitants (2020) | Habitants par km2 | Code INS |
| - | ---------------------------- | ------------- | ---------------- | ----------------- | -------- |
| 1 | Lasne-Chapelle-Saint-Lambert | 14,00         | 4 289            | 306               | 25119A   |
| 2 | Couture-Saint-Germain        | 3,80          | 1 397            | 367               | 25119B   |
| 3 | Maransart                    | 5,20          | 985              | 190               | 25119C   |
| 4 | Ohain                        | 18,20         | 5 993            | 329               | 25119D   |
| 5 | Plancenoit                   | 6,26          | 1 581            | 253               | 25119E   |

### Communes limitrophes
|                          | La Hulpe - Rixensart |                            |
| Braine-l'Alleud Waterloo | Lasne                | Ottignies-Louvain-la-Neuve |
|                          | Genappe              |                            |

### Environnement à Lasne
Lasne est une des premières communes à s'être dotée d'un échevinat de l'environnement dans le but d'éviter la dégradation de son environnement naturel. Depuis lors, un grand nombre d'actions sont menées spécifiquement en matière d'environnement. Plusieurs mesures ont été mises en œuvre, notamment au niveau de la conservation de la nature, de la réglementation, de la prévention et éco-consommation. Les déchets sont également triés (système de collecte). Pour une gestion optimale et pour le respect de ces règles, une police environnementale est chargée du maintien de l'ordre.
Par ailleurs, depuis 1990 des habitants de Lasne ont décidé de créer une association de défense de la nature. Ils ont adopté les statuts d'une asbl. Cette organisation s'appelle « Lasne Nature », elle organise un grand nombre d'évènements, en l'occurrence des promenades, des conférences, des visites, l'édition de cartes des chemins et sentiers de Lasne, et cela va même jusqu'au sauvetage des batraciens.
Lasne est traversée d'une rivière, la Lasne : sa source se situe en Anogrune, traverse les villages de Maransart, Lasne, Genval, et finit en se jetant dans la Dyle. Une convention (née de la constatation de l'état de dégradation) a été faite dans le but de sensibiliser et d'informer la population concerné et de valoriser les cours d'eau importants pour le patrimoine naturel ; c'est le « Contrat de rivière Dyle et affluents ». Ce contrat concerne plus ou moins 200 000 habitants (environ 16 communes).

## Démographie

### Démographie: Commune fusionnée
En tenant compte des anciennes communes entraînées dans la fusion de communes de 1977, on peut dresser l'évolution suivante:
Les chiffres des années 1831 à 1970 tiennent compte des chiffres des anciennes communes fusionnées.
- Source: DGS , de 1831 à 1981=recensements population; à partir de 1990 = nombre d'habitants chaque 1 janvier[6]

## Histoire
La commune actuelle de Lasne est née le 1er janvier 1977 à la suite de la fusion Couture-Saint-Germain, Lasne-Chapelle-Saint-Lambert, Maransart, Ohain et Plancenoit. Le nom de Lasne provient du nom de la rivière qui traverse la commune.
Parmi les premières citations de la commune, il y a en 1154 mention de la paroisse d'Olhem qui donnera Ohain. Il existait une église romane, l'église Saint-Étienne qui fut modernisée en 1759 dans la forme qu'elle a aujourd'hui. La commune dans la localité de Couture-Saint-Germain possédait une abbaye cistercienne aujourd'hui disparue qui se trouvait à l'emplacement de l'actuel jardin d'Aywiers,. Devant le jardin d'Aywiers se trouve une plaque et une croix, la plaque mentionne que sainte Lutgarde y a vécu pendant 40 ans, où d'ailleurs elle mourut le 12 juin 1246. Des pèlerinages en son honneur sont organisés dès 1896. Il y a également une croix mentionnant un événement tiré des légendes arthuriennes, croix qui symbolise l'emplacement où un chevalier aurait combattu un dragon. Le nom Aywiers provient de la localité d'où venaient les premiers moines, Awirs près de Liège.

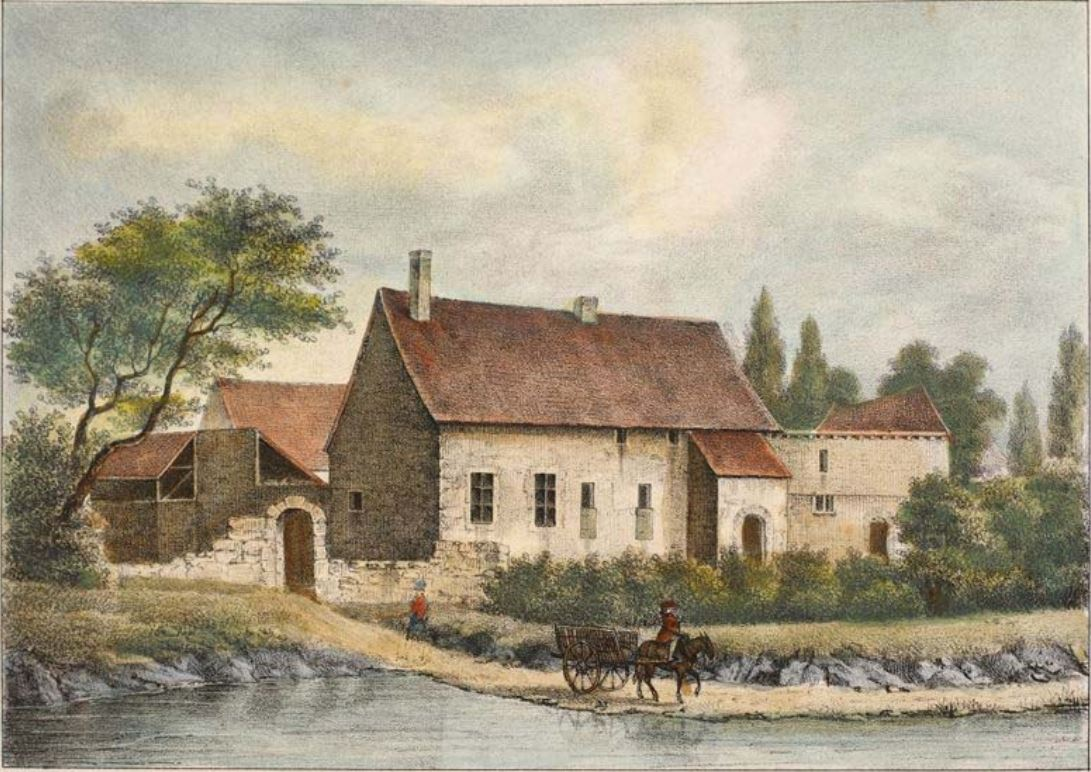
Ferme de la Papelotte dans les années 1820.

La ville de Lasne entre dans la grande histoire le 18 juin 1815 lors de la bataille de Waterloo. Le bourg de Lasne n'est pas directement affecté par les combats, en revanche la périphérie de la commune actuelle voit de très violents combats entre d'une part, Nasauviens, Britanniques, Hollando-Belges et Prussiens contre les Français. La ferme de la Papelotte, aujourd'hui un centre équestre, est en début de journée prise par le 8e régiment d'infanterie. La plupart des monuments commémoratifs français comme L'Aigle blessé se trouvent sur le territoire de la commune. C'est par Ohain que les troupes prussiennes sont arrivées sur le champ de bataille. S'y trouvait aussi le château de Firchemont[pas clair] démoli en 1859. Il y a aussi le monument au comte von Schwerin.
En 1861, Victor Hugo est de passage dans la commune pour l'écriture des Misérables. Quelque 50 ans plus tard, une colonne est érigée, la colonne Victor Hugo.
En 1926 fut découvert à Maransart, un crocodile fossilisé de 2,5 mètres de long aujourd'hui conservé au Muséum des sciences naturelles à Bruxelles. Le crocodile fut baptisé crocodile de Dixon.
Le 4 septembre 1944, les Allemands en retraite commirent des massacres à Maransart autour des fermes du Croissant et d’Hubermont construite avant 1602. Des restes de la Seconde Guerre mondiale ressortent régulièrement dans les chemins tels des obus, des mines ou des grenades.
Le 2 octobre 1983 vers 1h du matin, Ohain est le théâtre d'un des meurtres des tueries du Brabant, deux hommes armés assassinent le propriétaire du restaurant les Trois Canards (auberge qui existe toujours), ils prirent la fuite avec la voiture de la victime.
Depuis 1984, la commune est jumelée avec la ville d'Azay-le-Rideau et depuis 1986 avec Abbeville (Louisiane).

## Héraldique
|  | La commune possède des armoiries qui lui ont été octroyées le 30 avril 1999. Blasonnement : Parti, au 1 : d'azur à une crosse abbatiale d'or, le crosseron tourné à senestre, accompagnée de 7 étoiles du même, dont une au point du chef ; au 2 : d'argent à trois coquilles de sable. La crosse et les étoiles réfèrent à l'abbaye Sainte-Gertrude à Nivelles à laquelle le village de Lasne appartenait historiquement. Les trois coquilles font référence aux armoiries de la famille Hellin, seigneurs d'Ohain. Source du blasonnement : Heraldy of the World. |

## Politique et administration

### Conseil et collège communal 2024-2030
| Collège communal   |                               |    |
| ------------------ | ----------------------------- | -- |
| Bourgmestre        | Laurence Rotthier             | MR |
| 1er Échevine       | Virginie Poncelet             | MR |
| 2e Échevin         | Cédric Gillis                 | MR |
| 3e Échevin         | Pierre Mévisse                | MR |
| 4e Échevin         | Georges Focke                 | MR |
| 5e Échevin         | Arnold de Quirini             | MR |
| Présidente du CPAS | Marie-Pia de Noronha de Paiva | MR |

### Liste des bourgmestres
- Antoine Mascart [°1807 +1887][12]
- Jean-Pierre Stiernet (1959-1964)[13]
- Léon Collart (1965 à 1976)[14]
- Thierry Rotthier (1976-1985, 1988-2000)
- Richard Chamberland (1985-1988)
- Brigitte Defalque [°1957- ] (2000-2012)
- Laurence Rotthier (2012-)

### Jumelages
- Azay-le-Rideau (France) ;
- Abbeville (États-Unis).

## Patrimoine et culture

### Patrimoine architectural
- Le patrimoine immobilier classé.
- Colonne Victor-Hugo[15] : commémore le passage de Victor Hugo sur le site de la bataille de Waterloo.
- Monuments commémoratifs de la bataille de Waterloo à Plancenoit.

### Culture
- Fanfare Sainte Cécile, fondée en 1896 par le vicaire de Lasne "le grand Roland" et l'abbé Heinen de Couture-Saint-Germain[16].

- Les Majorets. Un groupe de "majorettes" au masculin.

## Galerie

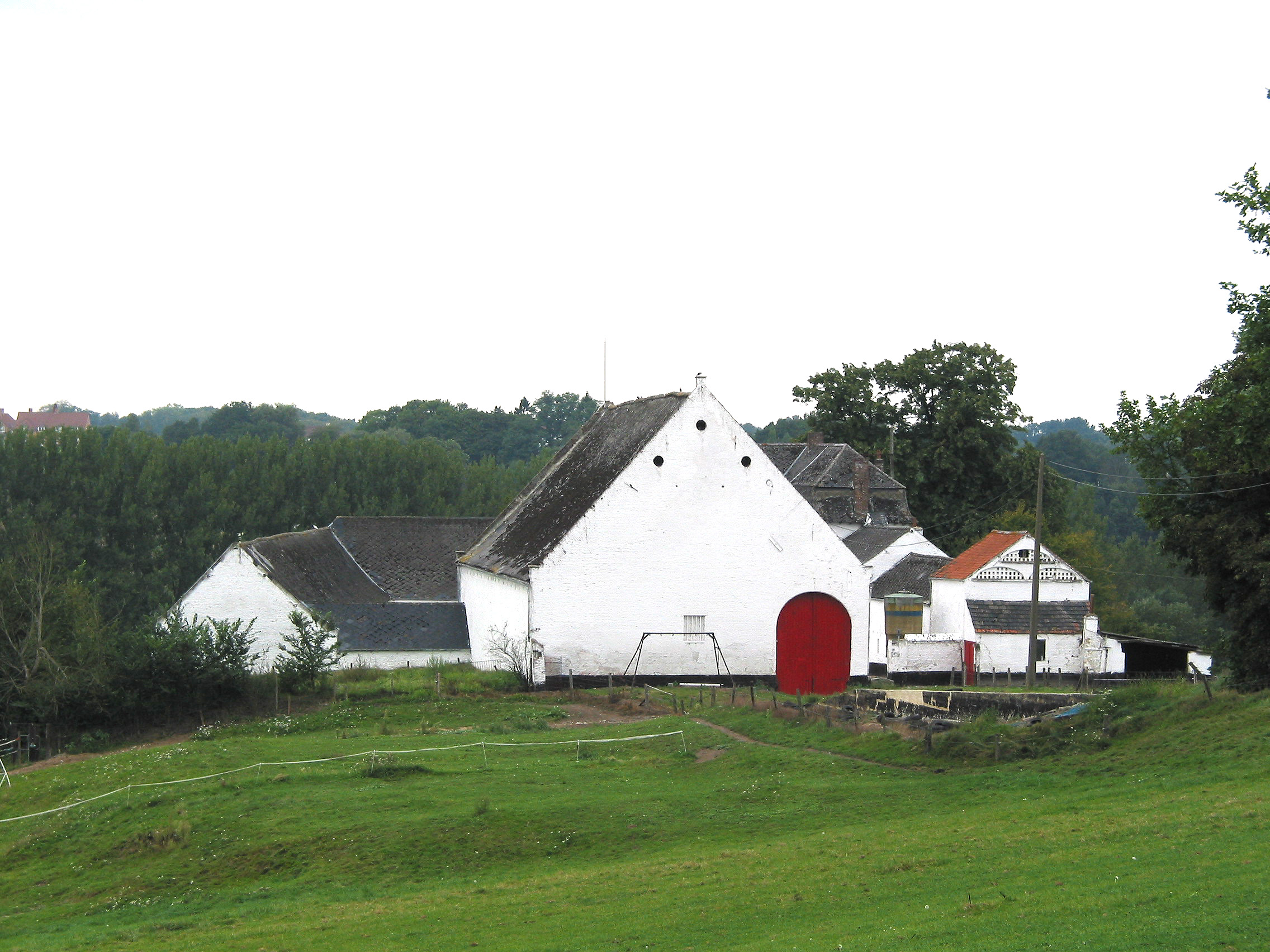
Vieille ferme du village.
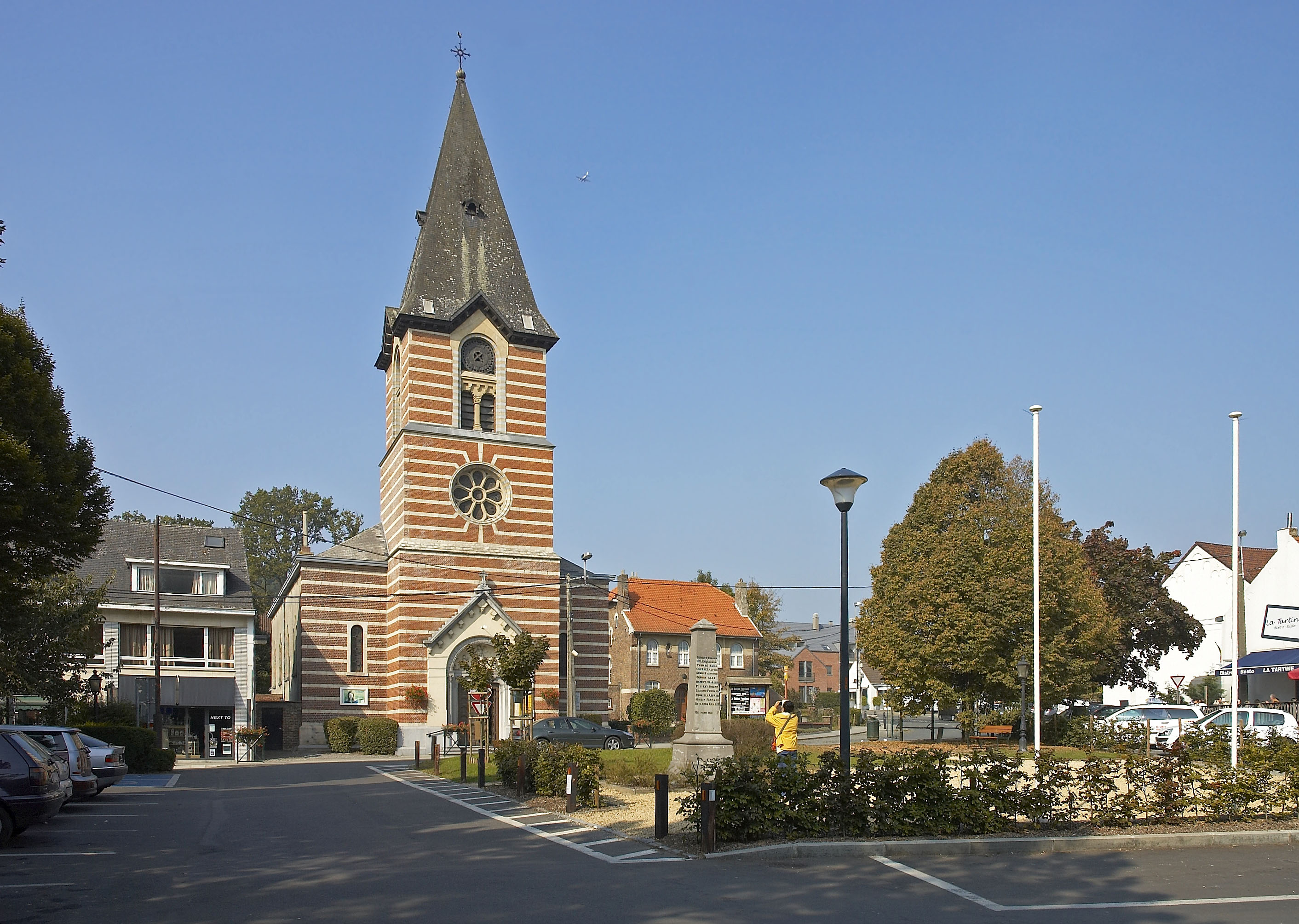
L’église Sainte-Gertrude.
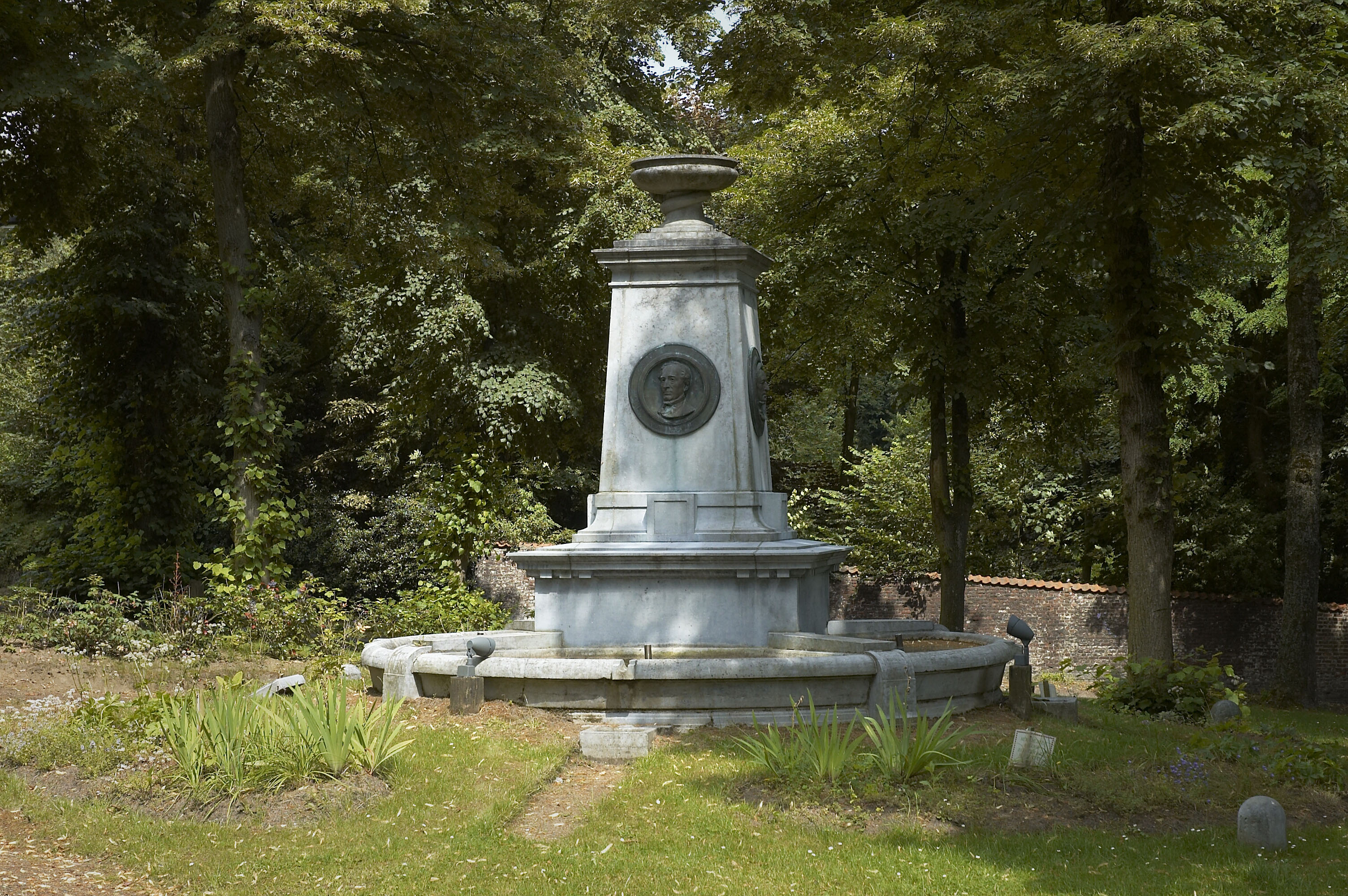
Monument aux frères Mascart.
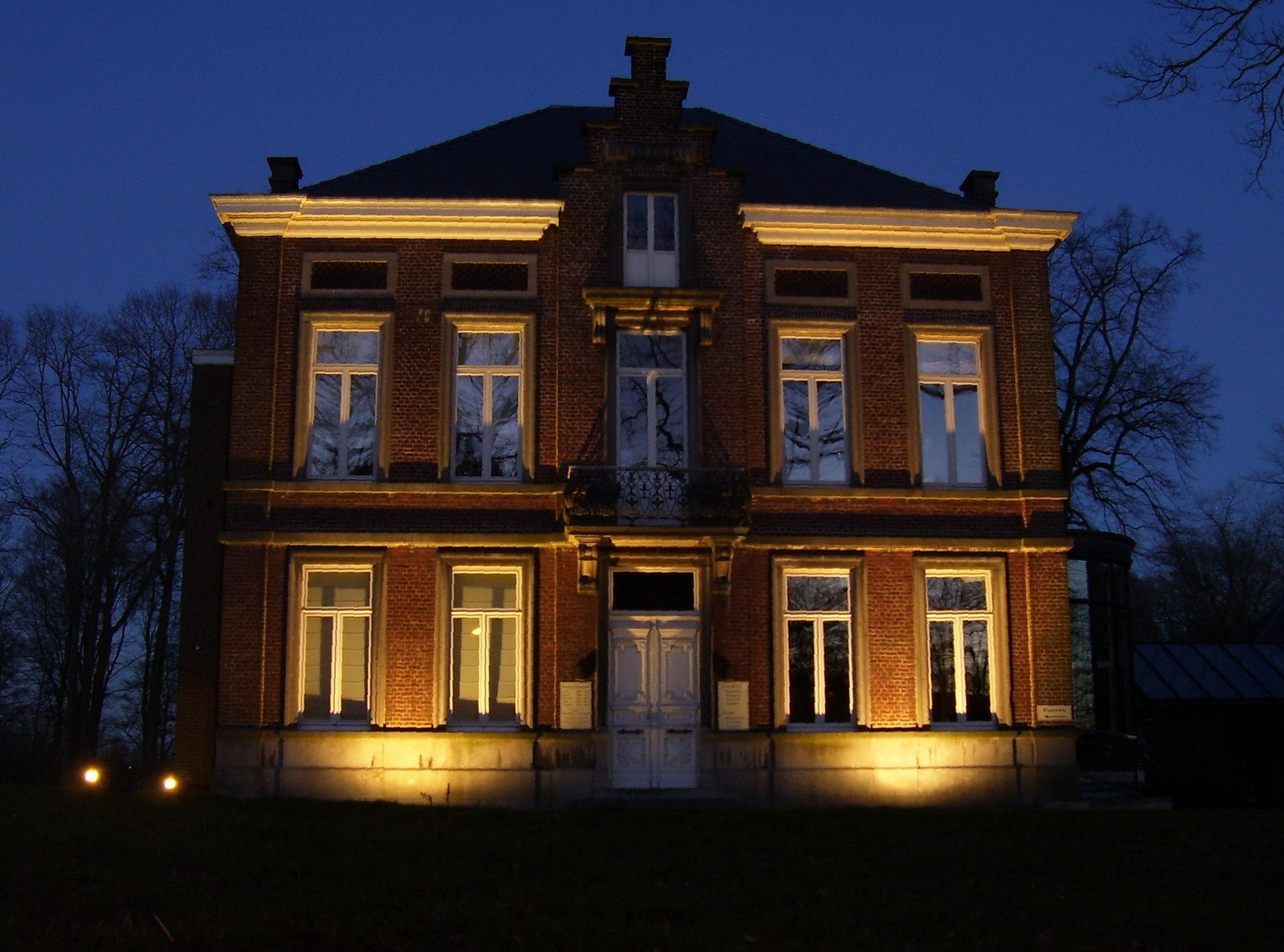
La maison communale en 2007.
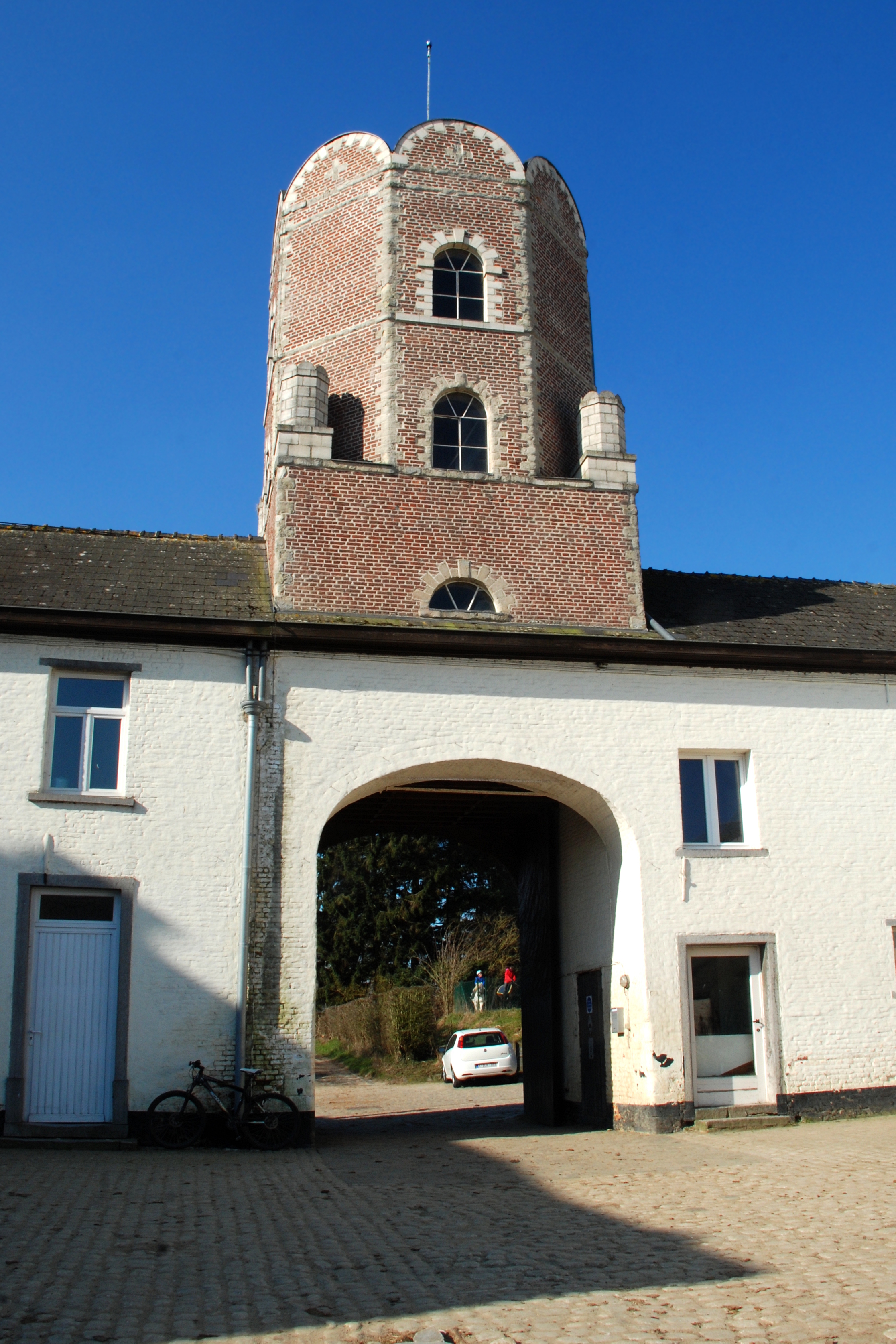
Ferme de la Papelotte, aujourd'hui centre équestre.

## Personnalités liées à la commune
- Lutgarde de Tongres, sainte catholique.
- Charles Plisnier, romancier.
- Edmond Vandercammen, poète.
- Robert Goffin, écrivain.
- Edmond Duchêne, peintre.
- Sandrine Corman, animatrice RTL-TVI / Bel RTL, résidant actuellement à Lasne.
- François Damiens, humoriste et acteur[17].
- Nicolas Anspach, critique et éditeur.
- Edgar P. Jacobs, auteur de la série Blake et Mortimer.
- Marie Wabbes, illustratrice[18].
- Jules Wabbes, designer[18].
- Hanoun Tazzief[19], géologue et volcanologue.
- Alain Goffin[20], auteur de bande dessinée.